# Charcyzk
Charcyzk (ukrajinsky Харцизьк; rusky Харцызск – Charcyzsk) je město v Doněcké oblasti na Ukrajině. Leží v Donbasu zhruba 30 kilometrů na východ od Doněcka, hlavního města oblasti. V roce 2013 v něm žilo 59 426 obyvatel.

## Historie
Město vzniklo v roce 1869 v souvislosti s rozvojem těžby uhlí v Doněcké uhelné pánvi. Od roku 2014 Charcyczk ovládá samozvaná Doněcká lidová republika.

## Rodáci
- Fedir Alexejevič Jarošenko (* 1949) – ukrajinský politik
- Denis Šaforostov (* 1992) – ukrajinský hudebník a zpěvák

## Partnerská města
- Arzamas, Rusko (2022)
- Mazyr, Bělorusko
- Mukačevo, Ukrajina
- Taganrog, Rusko